# Beat Jans
Beat Jans (ur. 12 lipca 1964 w Bazylea) – szwajcarski polityk, członek Szwajcarskiej Rady Federalnej od 2024.

## Życiorys
Ukończył praktykę jako rolnik w 1985 r., a następnie kontynuował naukę w Technikum Rolnictwa Tropikalnego, gdzie w 1987 r. uzyskał tytuł technika rolnika. W 1994 r. ukończył nauki o środowisku w Szwajcarskim Federalnym Instytucie Technologii (ETH) w Zurychu.
Beat Jans wstąpił do Partii Socjalistycznej w 1998 roku. W 2000 roku został przewodniczącym Partii Socjalistycznej kantonu Bazylea-Stadt i pełnił tę funkcję do 2005 roku. W latach 2015–2020 był wiceprzewodniczącym Partii Socjalistycznej na szczeblu federalnym.
W 2001 r. został wybrany do Wielkiej Rady Kantonu Bazylea-Stadt. Został ponownie wybrany dwukrotnie, w 2005 i 2009 roku, i zrezygnował w maju 2011 roku.
Był kandydatem do Rady Narodowej w wyborach federalnych w 2007 roku, ale nie został wybrany. Był jednak niewybranym kandydatem, który otrzymał najwięcej głosów na liście swojej partii, dzięki czemu wszedł do Rady Narodowej w maju 2010 r., po rezygnacji Rudolfa Rechsteinera. Następnie został ponownie wybrany w 2011 i 2015 roku. Jest członkiem Komisji Środowiska, Planowania Przestrzennego i Energii w latach 2010–2020 oraz Komisji Gospodarki i Praw w latach 2013–2019.
W grudniu 2020 r. zrezygnował z członkostwa w Radzie Narodowej, gdzie zastąpiła go Sarah Wyss, po wyborze do Rady Stanu kantonu Bazylea-Stadt. Kieruje tam kantonalnym urzędem prezydenckim.
13 grudnia 2023 wybrany do Szwajcarskiej Rady Związkowej, zastępując Alaina Berseta, urzędowanie rozpoczął 1 stycznia 2024. Stoi na czele Federalnego Departamentu Sprawiedliwości i Policji, zastąpując Élisabeth Baume-Schneider, która przejęła po Alainie Bersecie Federalny Departament Spraw Wewnętrznych Szwajcarii.